# Variantes do xadrez
Uma variante de xadrez é um jogo derivado, relacionado, ou similar ao xadrez pelo menos em algum respeito. A diferença do xadrez pode incluir um ou mais dos seguintes aspectos:
- Tabuleiro diferente (maior ou menor, tabuleiro com forma diferente do quadrado ou com espaços diferentes usados dentro do tabuleiro, como triângulos ou hexágonos em vez de quadrados).
- Peças não ortodoxas, diferentes das utilizadas no xadrez;
- Regras diferentes para captura, ordem dos lances, objetivo do jogo, etc.

As variantes locais de xadrez que são mais antigas que o xadrez ocidental, tal como chaturanga, shantraj, xiangqi, Janggi e shogi são tradicionalmente chamadas de variantes de xadrez no mundo ocidental. Elas tem algumas similaridades com o xadrez e compartilham um jogo ancestral comum.
O número de variantes de xadrez possíveis é ilimitado. David Pritchard, autor da Encyclopedia of Chess Variants, estima que existem mais de 2.000 variantes do xadrez, mesmo se contarmos apenas as que foram publicadas.

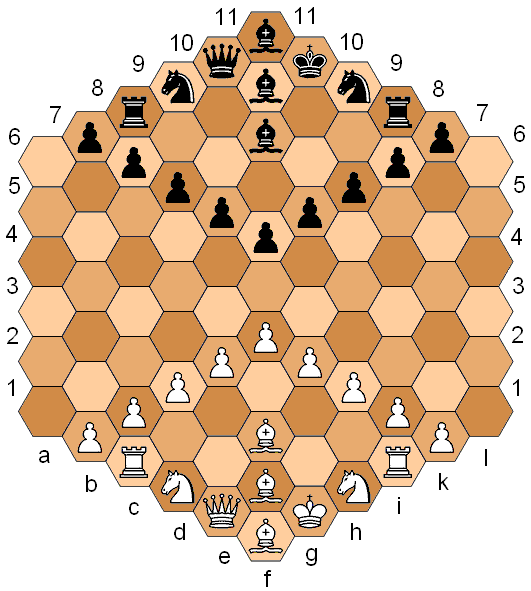
Xadrez hexagonal de Władysław Gliński. Uma das muitas variantes de xadrez.

No contexto dos problemas de xadrez, as variantes de xadrez são chamadas de xadrez fantasia, ou xadrez heterodoxo. Algumas variantes de xadrez são usadas somente em composições de problemas, e não para jogar.

## Tipos de Variantes

### Quanto a criação

#### Nacionais
Foram ou são mais jogados, em um país específico. Não possuem um criador específico e acabam como sendo considerado um patrimônio nacional.
- Shogi, ou Shogi. Oriundo do Japão
- Janggi. Oriundo da Coreia
- Xiangqi. Oriundo da China
- Makruk. Oriundo da Tailândia
- Sittuyin. Oriundo da Birmânia ( Myanmar)
- Shatar. Oriundo da Mongol

#### Pessoais
Criados por indivíduos e jogado por grupos de pessoas não regionalizados. Existem aos milhares pelo mundo.
- Xadrez Capablanca.
- Xadrez Bobby Fischer ou Xadrez960
- Xadrez de Seirawan
- Xadrez Kirby
- Xadrez de Chaturanga

### Quanto ao tabuleiro

#### Clássico
São retangulares, mas podem variar de números de casas desde 8 X 8 à 16 X 16; ou para menos como 3 X 3.

#### Tridimensionais
São compostos por mais de um tabuleiro, o que gera camadas sobrepostas.
Xadrez Star Trek

#### Bidimensionais
São os bidimensioanis não clássicos, como por exemplo os circulares, hexagonais, triangulares;
- Xadrez bizantino

- Xadrez Hexagonal de Glinski.
- Xadrez para três jogadores
- Xadrez REX.

#### Fora do comum
Possuem tabuleiros extremamente bizarros.

### Quanto às regras

#### Antixadrez
Possui uma peça não-ortodoxa chamada Anti-Rei que inicia o jogo em xeque e um dos modos de vitória é livrá-lo desta condição.

#### Arktur
São utilizados dois Reis e uma Torre, dispostos na primeira e oitava fileira de modo aleatório, semelhante ao Xadrez960. A condição de vitória é aplicar um xeque-mate a um dos reis ou um xeque aos dois reis desde que um não possa escapar.

### Quanto às peças utilizadas

#### Escorpião-Rei
O Rei incorpora os movimentos da peça não-ortodoxa chamada gafanhoto. Esta peça move-se como a Dama mas para fazê-lo deve pular uma peça.